# Céline van Gerner
Céline van Gerner (Zwolle, 1 december 1994) is een voormalig Nederlands turnster.

## Biografie
In 2008 deed ze mee aan de teamwedstrijd op het EK junioren in het Franse Clermont Ferrand. Hier werd een derde plaats gehaald. Een jaar later werd Van Gerner Nederlands kampioen bij de junioren. Op het European Youth Olympic Festival (EYOF) in Finland werd ze derde in de meerkamp, derde op de balk en derde in de teamwedstrijd.
Op het WK turnen in 2010 werd ze 19e in de meerkampfinale en negende in het landenklassement. In hetzelfde jaar behaalde ze op het EK in Birmingham een vierde plaats op de balk. In 2011 bereikte ze de 17e plaats in meerkampfinale op het WK in Tokio. Ook werd ze in 2011 Nederlands kampioen meerkamp, vloer en brug. Op het EK in Berlijn werd ze 7e in de meerkamp en 7e op de brug. Tijdens de wereldbekerwedstrijd in Cottbus behaalde ze in 2011 zilver op balk en in 2012 behaalde ze in Cottbus zilver op het onderdeel brug.
Van Gerner kwam in het nieuws door een kort geding dat ze had aangespannen tegen de KNGU in verband met de keuze van de turnbond voor Wyomi Masela als deelnemer aan de Olympische Spelen 2012. De beslissing zou pas moeten worden genomen na afloop van het EK turnen in Brussel en de wereldbekerwedstrijden van Maribor en Gent. Van Gerner won dit kort geding, behaalde vervolgens goud bij de wereldbekerwedstrijden in Maribor (balk, brug) en Gent (brug) en werd alsnog aangewezen voor deelname aan de Olympische Spelen in Londen.
Enkele dagen later pakte ze net als in 2011 de Nederlandse titel op de meerkamp. Ook won ze de toestelfinale op brug.
Op 29 juli 2012 kwalificeerde zij zich als 19e voor de Olympische meerkampfinale met een score van 55,632. Zij was de eerste Nederlandse turnster die de finale haalde na Elvira Becks. Op 2 augustus 2012 turnde ze de finale van de meerkamp waar ze 12e werd met een puntentotaal van 57,232. Hiermee verbeterde zij de prestatie van Ans van Gerwen uit 1972 en was ze de beste Nederlandse turnster ooit in de individuele meerkamp op de Olympische Spelen.
In 2016 plaatste Van Gerner zich wederom voor de Olympische Spelen. Nederland kon een heel team afvaardigen naar Rio de Janeiro, met Van Gerner, Lieke Wevers, Sanne Wevers, Vera van Pol en Eythora Thorsdottir. Het team, met Orange Elegance als bijnaam, schreef Nederlandse turngeschiedenis door de teamfinale te halen en daarin zevende te worden.
Tijdens het Europees Kampioenschap in Glasgow in 2018 won Van Gerner brons in de teamfinale, met Naomi Visser, Sanne Wevers, Tisha Volleman en Vera van Pol. Indidvidueel behaalde ze de finale op vloer, waarin Van Gerner opzien baarde door als kat geschminkt haar oefening te doen. Ze turnde op muziek uit de musical Cats en werd vierde. Vanwege de make-up - nooit eerder vertoond in het turnen -, het haar als kattenoren en bijpassend turnpakje werd er wereldwijd over gesproken. Komiek Stephen Colbert wijdde er in zijn Late Show in Amerika het item Meanwhile aan. De internationale federatie FIG vaardigde enkele maanden later een verbod uit op 'te theatrale' make-up, door insiders de Van Gerner-wet genoemd. 
In 2019 maakte Celine van Gerner bekend wegens motivatieproblemen haar turncarrière te beëindigen. Sindsdien is zij regelmatig te horen als commentator bij Studio Sport.